# Ennerdale Water
Ennerdale Water ist der westlichste See im nordenglischen Nationalparks Lake District. Er ist zwischen 600 und 1500 Meter breit, vier Kilometer lang und 45 Meter tief.

## Geographie
Der See liegt im gleichnamigen Tal, das während der letzten Eiszeit wie die anderen Seen des Lake District von Gletschern geformt wurde und ist im Norden, Osten und Süden von einigen der höchsten und bekanntesten Berge dieser Region umgeben: Great Gable, High Stile, Steeple und Pillar.
Am westlichen Ende des Sees liegt das Dorf Ennerdale Bridge. Mit einem kleinen Kaufmannsladen, zwei Pubs und einigen Häusern ist es typisch für diese Gegend von Cumbria. Einmal im Jahr findet in einer Augustwoche hier die Ennerdale Show statt, eine landwirtschaftliche Ausstellung mit Vieh-, Kunst- und Handwerkermarkt.

## Nutzung
1902 wurde der natürliche Damm am westlichen Ende des Sees künstlich erhöht, um den See als Trinkwasserreservoir für die zehn Kilometer entfernte Hafenstadt Whitehaven nutzen zu können. Pläne in den 1960er und 1980er Jahren, den Wasserspiegel erneut um mehr als einen Meter anzuheben, wurden nicht umgesetzt.
In den 1930er Jahren wurde nördlich und östlich des Sees an den Talhängen ein großer, für die Region untypischer Nutzwald aus Fichten-Monokultur angepflanzt. Das Südufer wird von natürlichem Laubwald gesäumt.

## Tourismus und Ökologie
Ennerdale Water ist ein beliebtes Ziel für Wanderer und Mountainbiker. Allerdings ist es touristisch nicht so erschlossen wie andere Stellen dieser Region, und mangels kommerzieller Gastronomie auch weniger attraktiv. So weist beispielsweise der Weg entlang der Südseite des Ennerdale Water eine kleine Kletterstelle bei Angler’s Crag auf und eignet sich nicht für gemütliche Spaziergänge. Es führt auch keine öffentliche Straße in das Tal hinein. Daher hat die Landschaft um den See, abgesehen vom Nutzwald, ihren ursprünglichen Charakter weitgehend bewahren können.
2003 schlossen sich die britische Forstbehörde, der National Trust und die United Utilities plc als Eigentümer des Sees und des Tales zur Wild Ennerdale Partnership zusammen, „um die Entwicklung Ennerdales als naturbelassenes Tal zu ermöglichen, zum Vorteil der Personen, die sich auf einen natürlichen Prozess zur Veränderung von Landschaft und Ökologie verlassen“.
Zwei Jugendherbergen bieten Wanderern Unterkunft: die Jugendherberge Ennerdale östlich des oberen Endes des Ennerdale Water und die kleine Black Sail Hut am oberen Ende des gesamten Tales.

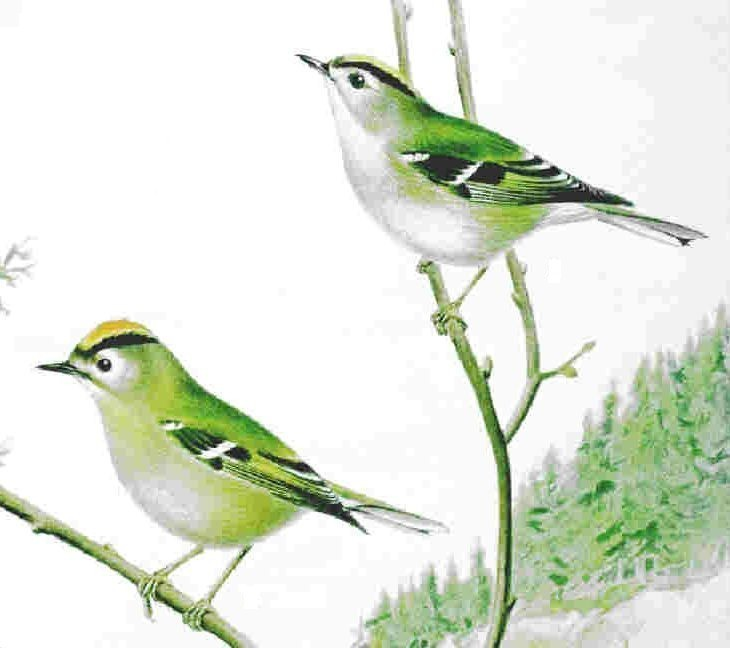
Wintergoldhähnchen

In der Region um Ennerdale Water findet man den kleinsten Vogel Europas, das Wintergoldhähnchen. Zudem gibt es hier ein typisches Beispiel für glaziale Reliktfauna aus der Ordnung der Schwebegarnelen, das Reliktkrebschen (Mysis relicta), das nur in besonders sauberen und unbelasteten Gewässern vorkommt und hauptsächlich in tiefen Klarwasserseen Skandinaviens und Nordamerikas verbreitet ist.

## Ennerdale Water im Kino
Die Schlussszenen des Films 28 Days Later von Danny Boyle wurden in Ennerdale gedreht und zeigen Aufnahmen des Sees und der ihn umgebenden Landschaft.